# Argyria oxytoma
Argyria oxytoma là một loài bướm đêm trong họ Crambidae.